# Milan Gajić (labdarúgó, 1986)
Milan Gajić (Kruševac, 1986. november 17. –) szerb labdarúgó, a Young Boys Középpályása.